# Lehrtheater
Das Lehrtheater ist eine Schaubühne mit didaktischen Intentionen. Es will nicht nur unterhalten, sondern darüber hinaus Erkenntnisse vermitteln und Verhalten verändern.

## Historisches
Mit dem Begriff der Katharsis taucht der Gedanke der „Belehrung“ und der „Reinigung“ von schädlichen Affekten durch das Theater schon im griechisch-antiken Drama, speziell der Poetik von Aristoteles, auf. Nach der  aristotelischen Dramaturgie soll die Tragödie den Zuschauer Schrecken und Schauer, „Furcht und Mitleid“ (Lessing) durchleben lassen, um als Wirkung eine Läuterung seiner Seele von irritierenden Erregungszuständen zu erreichen.
Der Dramatiker Friedrich Schillers sah die Theaterbühne als eine Möglichkeit, erzieherisch auf ein breiteres Publikum einzuwirken. Unter dem Titel Die Schaubühne als eine moralische Anstalt betrachtet hielt er am 26. Juni 1784 eine Rede, in der er die Auffassung vertrat, dass die Schaubühne „eine moralische Anstalt und eine Schule praktischer Weisheit“ sei, dass sie gesellschaftspolitisch als „Instrument der Aufklärung“ dienen könne und dass sie außerdem in ästhetischem Sinne „die Bildung des Verstandes und des Herzens mit der edelsten Unterhaltung vereinigt“. Er hatte sogar die überschwängliche Vision, über die allen Menschen, Adel wie Bürgern, zugängliche Schaubühne die Stände und Klassen des Landes allmählich zusammenführen und die Länder des Reiches zu einer Kulturnation vereinigen zu können. Das sah er dadurch leistbar, dass den Menschen vor der Bühne auf der Bühne der Wert einer sittlichen Bildung mit dem Abscheu vor den Torheiten, Gemeinheiten und Lastern, aber auch mit den sympathischen Tugenden edler Seelenkräfte wie unverbrüchliche Liebe, Treue, Selbstlosigkeit und Gerechtigkeitsstreben eindrucksvoll vor Augen geführt wird.

## Beispiele

### Politisches Lehrtheater
Der Dichter Bertolt Brecht entwickelte im Gegensatz zu der Theatertheorie des Aristoteles die Form des sogenannten Epischen Theaters, bei dem soziale Probleme und gesellschaftliche Konflikte so auf die Bühne gebracht wurden, dass sie weniger in emotionaler Betroffenheit als in reflektierender Distanz zu den dargestellten Geschehnissen wahrgenommen werden sollten und so zu einer geistigen Auseinandersetzung aufforderten. Die Menschen sollten aus den Fehlhandlungen der Bühnenfiguren lernen. Lernprozesse sollten dabei nicht nur bei den die Szenen gestaltenden Schauspielern, sondern auch in Diskussionen mit den Zuschauern stattfinden. Als Hörspiele sollten die Lehrstücke außerdem über den Rundfunk ein breites Publikum erreichen.  Der Theaterpädagoge Reiner Steinweg hat die theaterpädagogischen Möglichkeiten kritisch beleuchtet und gesteht den Lehrstücken Brechts trotz mancher skurriler Ausfälle, Provokationen und Grausamkeiten wie etwa bei der „Schuloper“ Der Jasager, deren Aufführung im Jahr 1930 einen Theaterskandal auslöste, die Chance zu einer kritischen Reflexion und „therapeutische“ Möglichkeiten zu.

### Pädagogisches Lehrtheater
Das Lehrtheater hat in der Kindererziehung bereits eine lange Tradition. So entstanden beispielsweise seit den 1950er Jahren, von Hamburg ausgehend und von Polizeibeamten wie Heinz Krause betrieben, sogenannte Polizeipuppenbühnen, die es unternahmen, mit dem Verkehrskasper und dem Verkehrsteufel in Kindergärten und Grundschulen aufzutreten und die Kinder für die Gefahren des Straßenverkehrs zu sensibilisieren und ihnen angemessene Verhaltensweisen zur Selbstsicherung zu vermitteln:

„Das Kasperletheater […] bietet die Möglichkeit einer kindgemäßen Problemdarstellung. Jegliche Verkehrssituationen und jedes Verkehrsverhalten lässt sich auf der Bühne in Form eines Lehrtheaters vorführen. Dabei wirkt lernfördernd, dass Kinder Theater noch realitätsnäher verstehen und von Theater emotional stark bewegt werden. […] Im Lehrtheater lernt das Kind, wie eine Ampel funktioniert, wie man sicher eine Straße überquert, welche Verkehrszeichen, Einrichtungen oder Menschen helfen, wo Verführer und Gefahren lauern und wie man sich gegen sie wehren kann. Das Theater vermag Verhalten zu demonstrieren, Konsequenzen zu zeigen, Regeln abzuleiten, Einstellungen nahezulegen.“

Angeregt durch die enorme Wirkung des Verkehrskaspers auf Kinder, fand die Lehr- und Lernform bald auch in andere erzieherische Bereiche wie die Kriminalprävention, die Gesundheitserziehung, die Suchtprävention oder den Naturschutz Eingang.